# 诺拉·雷蒂
诺拉·雷蒂（芬蘭語：Noora Räty，1989年5月29日—），芬兰女子冰球运动员。她曾代表芬兰参加2006年、2010年、2014年和2018年冬季奥林匹克运动会冰球比赛，共获得二枚铜牌。